# Micromys
A Micromys az emlősök (Mammalia) osztályának rágcsálók (Rodentia) rendjébe, ezen belül az egérfélék (Muridae) családjába tartozó nem.

## Rendszerezés
A nembe az alábbi 2 recens faj tartozik:
- Micromys erythrotis (Blyth, 1856)
- törpeegér (Micromys minutus) Pallas, 1771 - típusfaj

A recens fajokon kívül, még 10 fosszilis faj van ebben a nemben. A legkorábbi faj, a késő miocén korszakban élt, körülbelül 12 millió évvel ezelőtt.